# Gnadauer Straße 7

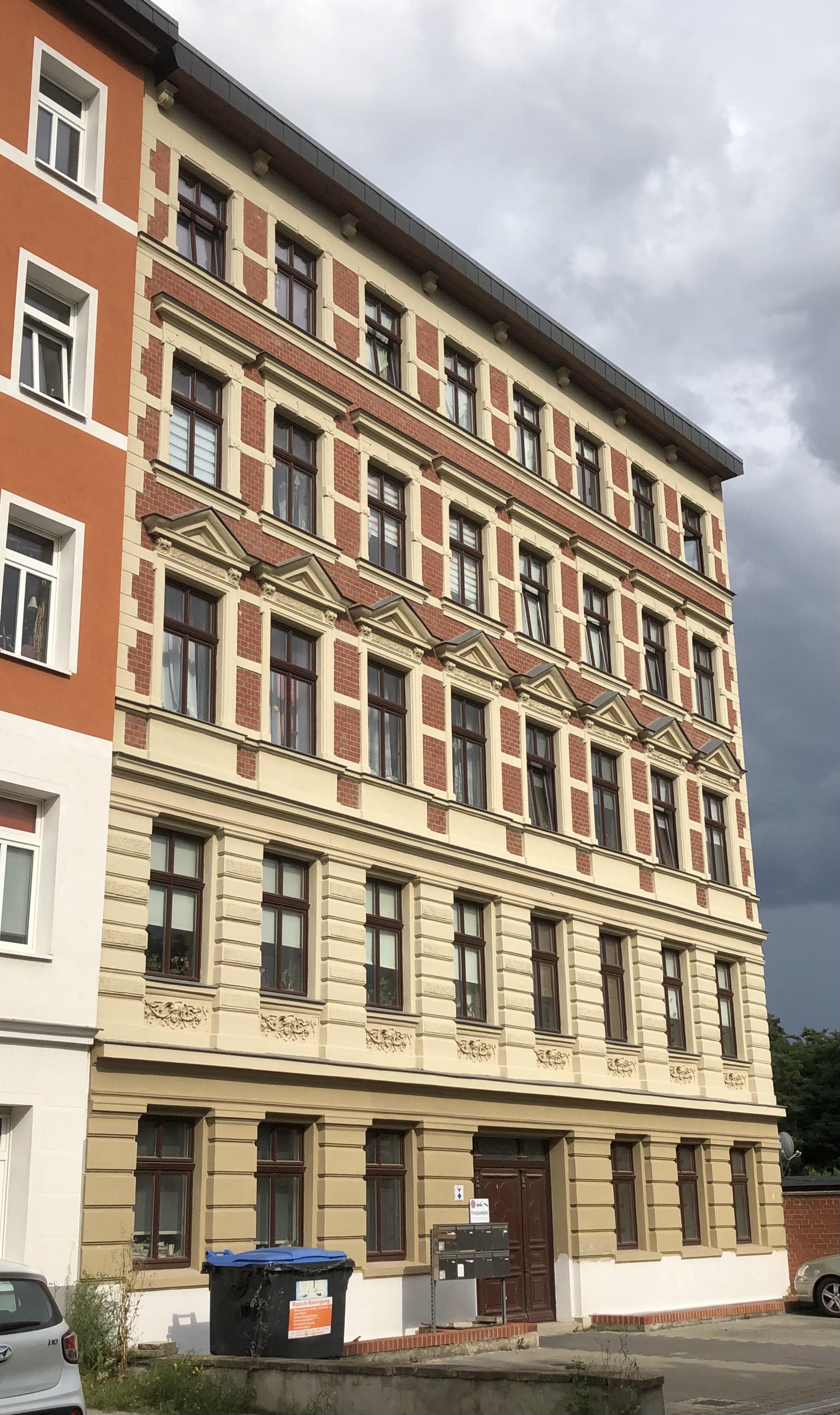
Wohnhaus Gnadauer Straße 7 im Jahr 2021

Das Gebäude Gnadauer Straße 7 ist ein denkmalgeschütztes Wohnhaus in Magdeburg in Sachsen-Anhalt.

## Lage
Das Haus befindet sich auf der Ostseite der Gnadauer Straße im Magdeburger Stadtteil Buckau und bildet den südlichen Abschluss einer Häuserzeile. Westlich erstrecken sich Eisenbahnanlagen, so dass die Häuserzeile weit sichtbar und prägend für das Ortsbild ist.

## Architektur und Geschichte
Das fünfgeschossige aus Ziegeln errichtete Gebäude wurde, wie die benachbarten Häuser auch, im Jahr 1890 von Zimmermeister A. Wischeropp geplant. 1891 erfolgte eine Veräußerung des Projekts an August Busch, der es im gleichen Jahr fertigstellte. Die achtachsige Fassade ist im Stil der Neorenaissance gestaltet und durch Putzelemente gegliedert. Am Erdgeschoss und in der Beletage im ersten Obergeschoss befindet sich eine Rustizierung. Oberhalb der Fensteröffnungen des zweiten Obergeschosses befinden sich Dreiecksgiebel als Verdachung. Die Hauseinfahrt ist mittig im Erdgeschoss angeordnet und nimmt zwei Achsen ein.  
Dem Haus ist ein schmaler Vorgarten vorgelagert.
Das Gebäude stand zumindest in der Zeit der 2000er Jahre leer, wurde dann etwa in den 2010er Jahren saniert.
Im örtlichen Denkmalverzeichnis ist das Wohnhaus unter der Erfassungsnummer 094 82603 als Baudenkmal verzeichnet.
Das Gebäude gilt als Teil der erhaltenen gründerzeitlichen Straßenzeile als städtebaulich bedeutsam und ist sozialgeschichtlich wichtig als Beispiel einer bauzeitlichen Mietwohnungskaserne im Industrieort Buckau.